# Escudería TEC-Auto
La Escudería TEC-Auto fue una escudería de automovilismo española fundada en el año 2003 que tuvo cinco temporadas de existencia en el Campeonato de España de F3. Lograron un campeonato de escuderías y dos campeonatos de pilotos en 2006 y 2007.

## Historia
Tec Auto comienza a fraguarse en el año 2003 con la adquisición por Carlos Cosidó y Paul South del material de F3 de la escudería Azteca Motorsport. En el año 2004 cambia la denominación y aparece por vez primera el nombre de TEC AUTO. Ese año los pilotos del equipo son Ricardo Risatti y Ferdinand Kool. Los objetivos se cumplieron para Tec Auto alcanzado la quinta posición en la clasificación por equipos y el piloto Ricardo Risatti 'Caito', la quinta plaza en la clasificación de pilotos.
El año 2005 los pilotos pasan a ser Juan Manuel Polar y Carlos Álvarez. Ambos obtienen unos resultados bastante discretos. Es entonces cuando en el mes de junio Carlos Cosidó se hace con la totalidad de la escudería y emprende una estudiada renovación de la estructura y organización del equipo, cuyos efectos positivos darán fruto en la temporada siguiente.
2006 marca el inicio de una nueva etapa en la escudería, con una estructura renovada tras hacer una buena selección de ingenieros y mecánicos; esta temporada se ponen en pista por primera vez cuatro monoplazas: dos F305 y dos F300. Los pilotos Ricardo Risatti y Máximo Cortés representaban a la escudería en el campeonato principal y Carlos Cosidó junto a Iago Rego defendieron los colores en la clase copa. Ese año se incorporó Kepa Puente como director del equipo. Los resultados favorables llegan pronto y Tec Auto acaba la temporada de la mejor manera, ya que Ricardo Risatti se proclama Campeón de España de F3 y Máximo Cortés finaliza tercero.
Para 2007 se realizó una ampliación de la estructura y organización del equipo, haciendo una importante inversión logística que incluye un sistema de comunicación que ayudó a la presencia mediática de la escudería y se contó con nuevos patrocinadores. Tec Auto estuvo representada con tres monoplazas en el campeonato principal, contando como pilotos con Máximo Cortés (3º en 2006), Marco Barba (7º en 2006) y Manel Cerqueda, jr (14º en 2006). A mitad de temporada añadiría un cuarto. Se repetiría victoria en el campeonato de pilotos con Máximo Cortés y la escudería lograría el campeonato de escuderías.
La temporada 2008 fue una temporada desastrosa para el equipo quedando muy lejos de los objetivos en los campeonatos de pilotos y de escuderías. Así, Carlos Cosidó abandonó el proyecto a pesar de los buenos resultados de las dos temporadas anteriores para centrarse en el mundo de las finanzas.

## Resultados

### Resultados en la Fórmula 3 Española
| Temp. | Coche               | Pilotos              | Carreras | Victorias | Poles | V.Rápidas | Puntos | C.P. | C.E. |
| ----- | ------------------- | -------------------- | -------- | --------- | ----- | --------- | ------ | ---- | ---- |
| 2004  | Dallara F300-Toyota | Ferdinand Kool       | 13       | 0         | 0     | 0         | 12     | 13º  | 5º   |
| 2004  | Dallara F300-Toyota | Ricardo Risatti      | 14       | 0         | 0     | 0         | 50     | 5º   | 5º   |
| 2004  | Dallara F300-Toyota | Juan Cáceres         | 6        | 0         | 0     | 0         | 10     | 14º  | 5º   |
| 2005  | Dallara F305-Toyota | Juan Manuel Polar    | 7        | 0         | 0     | 0         | 7      | 13º  | 6º   |
| 2005  | Dallara F300-Toyota | Carlos Álvarez       | 4        | 0         | 0     | 0         | 28     | 18º  | 6º   |
| 2005  | Dallara F300-Toyota | Carlos Cosidó, jr.   | 8        | 0         | 0     | 0         | 4      | 18º  | 6º   |
| 2006  | Dallara F305-Toyota | Máximo Cortés        | 16       | 2         | 2     | 3         | 93     | 3º   | 2º   |
| 2006  | Dallara F305-Toyota | Ricardo Risatti      | 16       | 5         | 3     | 7         | 117    | 1º   | 2º   |
| 2006  | Dallara F300-Toyota | Iago Rego            | 10       | 0         | 0     | 0         | 2      | 19º  | 2º   |
| 2006  | Dallara F300-Toyota | Alby Ramirez         | 2        | 0         | 0     | 0         | 0      | N/A  | 2º   |
| 2006  | Dallara F300-Toyota | Carlos Cosidó, jr.   | 16       | 0         | 0     | 0         | 0      | N/A  | 2º   |
| 2007  | Dallara F306-Fiat   | Máximo Cortés        | 16       | 6         | 4     | 9         | 117    | 1º   | 1º   |
| 2007  | Dallara F306-Fiat   | Marco Barba          | 16       | 3         | 0     | 0         | 113    | 2º   | 1º   |
| 2007  | Dallara F306-Fiat   | Manuel Cerqueda Jr.  | 16       | 0         | 0     | 0         | 66     | 6º   | 1º   |
| 2007  | Dallara F306-Fiat   | Marcos Martínez Ucha | 4        | 0         | 0     | 0         | 14     | 13º  | 1º   |
| 2007  | Dallara F306-Fiat   | Francisco Villar     | 4        | 0         | 0     | 0         | 0      | N/A  | 1º   |
| 2008  | Dallara F308-Fiat   | Bruno Méndez         | 17       | 1         | 0     | 0         | 66     | 6º   | 6º   |
| 2008  | Dallara F308-Fiat   | Gustavo Yacamán      | 15       | 1         | 0     | 0         | 56     | 9º   | 6º   |
| 2008  | Dallara F308-Fiat   | Víctor García        | 9        | 0         | 0     | 0         | 28     | 15º  | 6º   |
| 2008  | Dallara F308-Fiat   | Roberto Merhi        | 2        | 1         | 2     | 2         | 36     | 13º  | 6º   |
| 2008  | Dallara F306-Fiat   | Toño Fernández       | 15       | 0         | 0     | 1         | 8      | 17º  | 6º   |
| 2008  | Dallara F306-Fiat   | Marcos Martínez Ucha | 2        | 0         | 0     | 0         | 10     | N/A  | 6º   |

- C.P. = Campeonato de Pilotos, T.C. = Campeonato de Constructores.